# جاك لي (مصور)
جاك لي (بالإنجليزية: Jack Leigh)‏ هو مصور أمريكي، ولد في 8 نوفمبر 1948، وتوفي في 19 مايو 2004 بسبب سرطان القولون.

## وصلات خارجية
- الموقع الرسمي